# Setermoen
Setermoen er en by der er administrationsby i Bardu kommune i Troms og Finnmark fylke i Norge. Byen har 2.357 indbyggere (2012). Setermoen vedtog bystatus i 1999, men fik det ikke godkendt fordi kommunen har mindre end 5.000 indbyggere. Setermoen bliver imidlertid nu markedsført som bygdebyen i Troms.

## Stedet
Bardu kirke fra 1829 er en mindre kopi af Tynset kirke. Baggrunden er at Bardus første nybyggere kom fra Østerdalen, og de ville på denne måde mindes deres oprindelse. Der er stadig mange som snakker sydnorske dialekter i distriktet.
Forsvaret og militærlejren Setermoen har siden slutningen af 1890'erne været den vigtigste grundpille i Setermoen-samfundet.
Midt-Troms Museum har en afdeling liggende i Setermoen, Troms Forsvarsmuseum, som viser militærhistorie i Troms.